# Jari Oliveira
Jari Simão de Oliveira Junior (Volta Redonda, 18 de maio de 1973) é um servidor público e político brasileiro filiado ao Partido Socialista Brasileiro (PSB). Após três mandatos como vereador de Volta Redonda, foi eleito deputado estadual do Rio de Janeiro em 2022.
Bacharel em Direito pelo Centro Universitário de Barra Mansa, Jari trabalhou nos setores público e privado, com passagens pelo DETRAN e pela Prefeitura de Volta Redonda, antes de entrar na política. Eleito vereador do município pelo Partido dos Trabalhadores em 2012, filiou-se ao PSB em 2015, e foi reeleito em 2016 e 2020. Na Câmara municipal, realizou um projeto de visitas a diversos bairros de Volta Redonda, e defendeu a participação da população nas sessões parlamentares.
Em 2018, concorreu a deputado estadual e obteve 19.974 votos, tornando-se o segundo suplente do PSB; e assumiu o mandato após Renan Ferreirinha e Rubens Bomtempo deixarem a ALERJ para ocuparem outros cargos. Nas eleições de 2022, Jari foi eleito deputado estadual com 27.288 votos.